# 12749 Odokaigan
12749 Odokaigan è un asteroide della fascia principale. Scoperto nel 1993, presenta un'orbita caratterizzata da un semiasse maggiore pari a 2,3394302 UA e da un'eccentricità di 0,1324566, inclinata di 5,43271° rispetto all'eclittica.